# Henry Howard, 1:e earl av Northampton
Henry Howard, 1:e earl av Northampton, född den 25 februari 1540, död den 15 juni 1614, var en engelsk adelsman, bror till Thomas Howard, 4:e hertig av Norfolk.
Northampton misstroddes alltid av drottning Elisabet för sina katolska böjelser och förbindelser med Maria Stuart och insattes av henne flera gånger i fängelse. Han kom däremot i hög gunst hos Jakob I, som gjorde honom till earl av Northampton (1604) och lordsigillbevarare (1608).